# Орбитальный самолёт
Орбитальный самолёт (ОС), воздушно-космический самолёт (ВКС), воздушно-космический летательный аппарат — крылатый или/и с несущим корпусом летательный аппарат самолётной схемы, представляющий собой космический ракетоплан, выходящий или выводимый на орбиту искусственного спутника Земли посредством вертикального или горизонтального старта и возвращающийся с неё после выполнения целевых задач, совершая горизонтальную посадку на аэродром, активно используя при снижении подъёмную силу планера.
Сочетает в себе свойства как самолёта, так и космического корабля.
ОС (ВКС) является авиакосмической (аэрокосмической) системой (АКС) либо её частью. В зависимости от способа выхода на орбиту, ОС (ВКС) подразделяются на космопланы и космолёты.
Космопланы и космолёты необязательно являются орбитальными — они могут быть также суборбитальными, предназначенными лишь для превышения границы космоса в 100 км.

## Космопланы

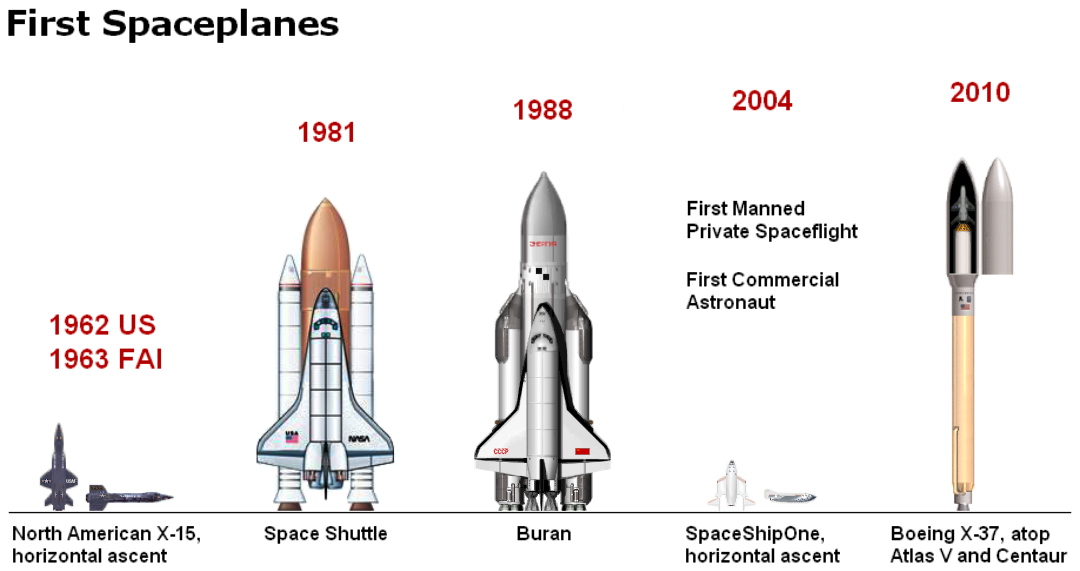
Первые пять орбитальных и суборбитальных самолётов

Космоплан — ОС (ВКС) как вторая ступень авиакосмической системы (АКС), выводимый на орбиту не только за счёт собственных двигателей, но и с помощью ракеты-носителя (РН), а также ракетных ступеней-ускорителей, либо крылатой 1-й ступенью АКС при вертикальном старте или самолётом-разгонщиком либо крылатой 1-й ступенью АКС при горизонтальном старте. В системах с горизонтальным стартом для запуска космопланов используется технология воздушный старт.
Фактически первым в истории из реализованных космопланов, совершавших суборбитальные пилотируемые космические полёты и на 20 лет единственной АКС, был американский гиперзвуковой самолёт-ракетоплан North American X-15 1960-х годов (13 его полётов выше 80 км (нормы США), а 2 из них, в которых была превышена граница космоса в 100 км (по мировым нормам ФАИ), — признаны суборбитальными пилотируемыми космическими полётами, а их участники — астронавтами).
В 1960-х годах и позже в США и СССР существовали, но не были реализованы проекты орбитальных самолётов-космопланов (X-20 Dyna Soar в США и Лапоток, ЛКС и Спираль в СССР).
В США в 1980-х — 2000-х годах была совершена обширная программа из более 100 полётов первого в истории МТКК Спейс Шаттл с орбитальным самолётом-космопланом.
Аналогичный, но запускаемый на РН, космоплан СССР Буран совершил только один полёт на орбиту; ему предшествовали испытательные суборбитальные и орбитальные полёты прототипов космопланов БОР-4 и БОР-5, также запускаемых на РН.
В 1990-х и 2000-х годах существовали, но были отменены до стадии практической реализации проекты ряда многоразовых транспортных АКС с космопланами: в России — запускаемый с обычного самолёта МАКС, во Франции и Евросоюзе — Гермес, в Японии — HOPE (полёт на орбиту совершил его прототип HIMES), в Германии — двухступенчатый Зенгер-2 с горизонтальным стартом и посадкой, в Индии — Hyperplane и др.
США продолжают полёты на орбиту экспериментального космоплана проекта Boeing X-37, запускаемого на РН. Разрабатываются проекты: в Индии — запускаемый на РН космоплан-прототип одноступенчатой АКС-космолёта RLV/AVATAR, в Китае — запускаемый на РН космоплан и его прототип «Шэньлун» и двухступенчатый МТКК с горизонтальным стартом и посадкой и др.
В начале XXI века начал развиваться частный космический туризм, в числе которого возникло и развивается несколько проектов частных суборбитальных пилотируемых космических кораблей многоразового использования — космопланов. В 2004 году были совершены полёты первого из таких аппаратов испытательного SpaceShipOne компании «Virgin Galactic»; развитием программы стал SpaceShipTwo для штатных полётов.
Следующими предполагаются не доходящие до космоса суборбитальные XCOR, LYNX и другие частные аппараты-космопланы.

## Космолёты
Космолёт — одноступенчатая АКС, выходящая на орбиту за счёт собственных двигателей при вертикальном или горизонтальном старте.
Ввиду необходимости при создании космолётов на порядок более сложных двигательных и конструкционных технологий ни один из проектов космолётов к настоящему времени реализован не был.
Одним из первых детальных проектов АКС и космолётов был нереализованный проект Зенгера по созданию частично-орбитального боевого космолёта-бомбардировщика «Зильберфогель» в нацистской Германии.
В 1990-х и 2000-х годах существовали, но были отменены до практической реализации проекты ряда многоразовых транспортных АКС-космолётов:
в России — РАКС,
в США — VentureStar с вертикальным стартом и горизонтальной посадкой и NASP (Rockwell X-30) с горизонтальным стартом и посадкой,
в Великобритании — HOTOL с горизонтальным стартом и посадкой,
в Индии — RLV/AVATAR с вертикальным стартом и горизонтальной посадкой и др.
В настоящее время британской компанией Reaction Engines ведется разработка многоразового одноступенчатого АКС-космолёта Skylon. Предполагается, что «Скайлон» будет способен подниматься в воздух как обычный самолёт и, достигнув скорости в 5,5 М и высоты в 26 километров, переходить на питание кислородом из собственных баков, чтобы выйти на орбиту; садиться он будет тоже как самолёт. Таким образом, этот космолёт не только должен выходить в космос без применения разгонных ступеней, внешних ускорителей или сбрасываемых топливных баков, но и осуществлять весь этот полёт, используя одни и те же многорежимные двигатели (в количестве двух штук) на всех этапах, начиная с рулёжки по аэродрому и заканчивая орбитальным участком.
Для отработки возможностей создания двух- и одно- ступенчатых многоразовых транспортных АКС (космопланов и космолётов) следующих поколений создаются беспилотные гиперзвуковые летательные аппараты, которые сами по себе могут быть космопланами и космолётами или нет. Существовали доведённые до разных начальных степеней реализации проекты беспилотных гиперзвуковых летательных аппаратов:
- в США Boeing X-43,
- в России «Холод» и «Игла»,
- в Германии SHEFEX (прототип космоплана/космолёта),
- в Австралии AUSROCK и др.

По данным South China Morning Post (за июнь 2017), Китай добился существенных успехов в разработке воздушно-космического самолёта[какого?]. Предполагается, что он будет взлетать горизонтально, и может использоваться как для доставки грузов на орбитальную станцию, так и в военных целях. Финансирование проекта проводится НОАК.

## Галерея

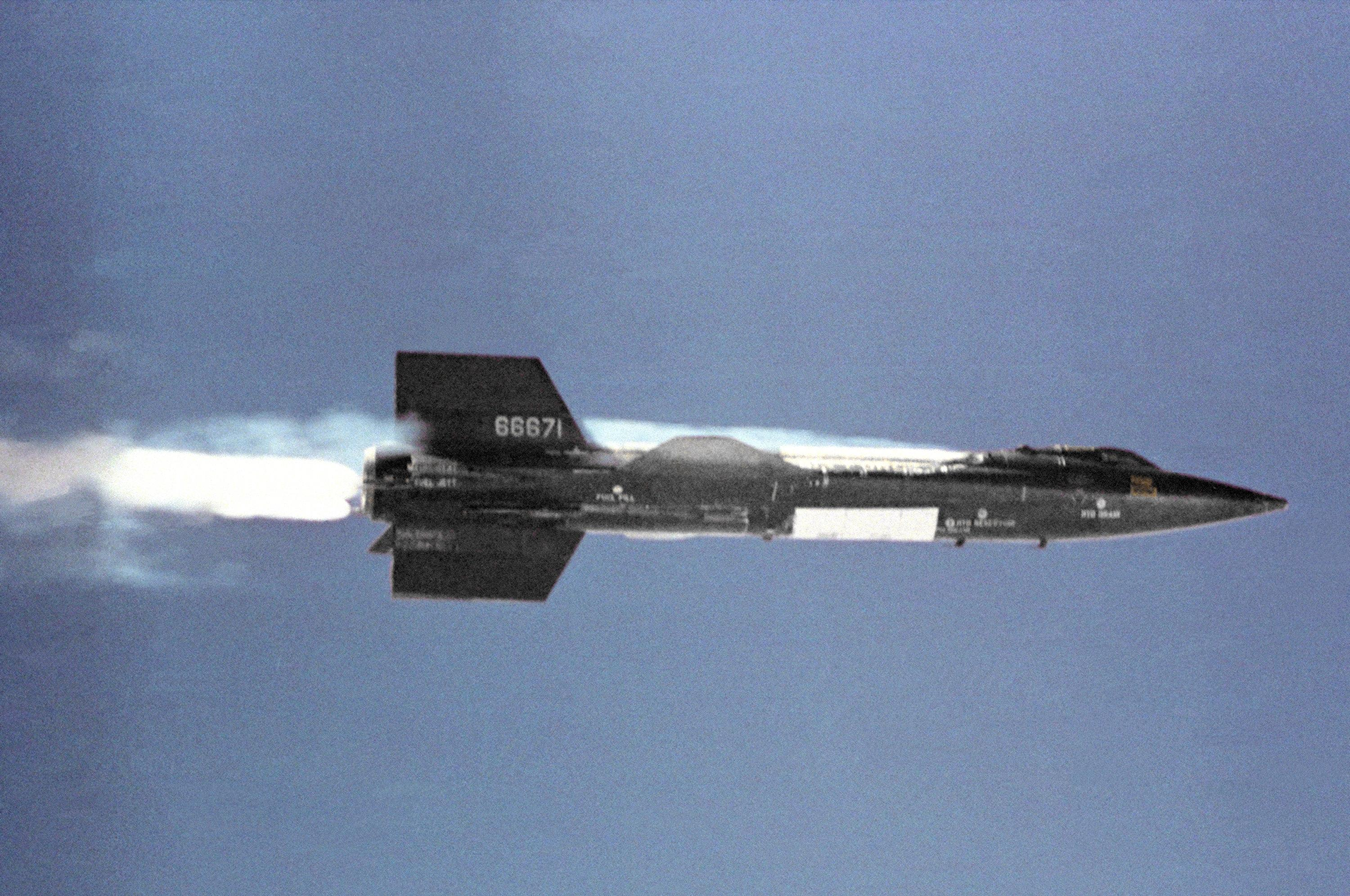
полёт ракетоплана X-15 — первого в истории гиперзвукового самолёта и ВКС-космоплана, совершавшего суборбитальные пилотируемые космические полёты
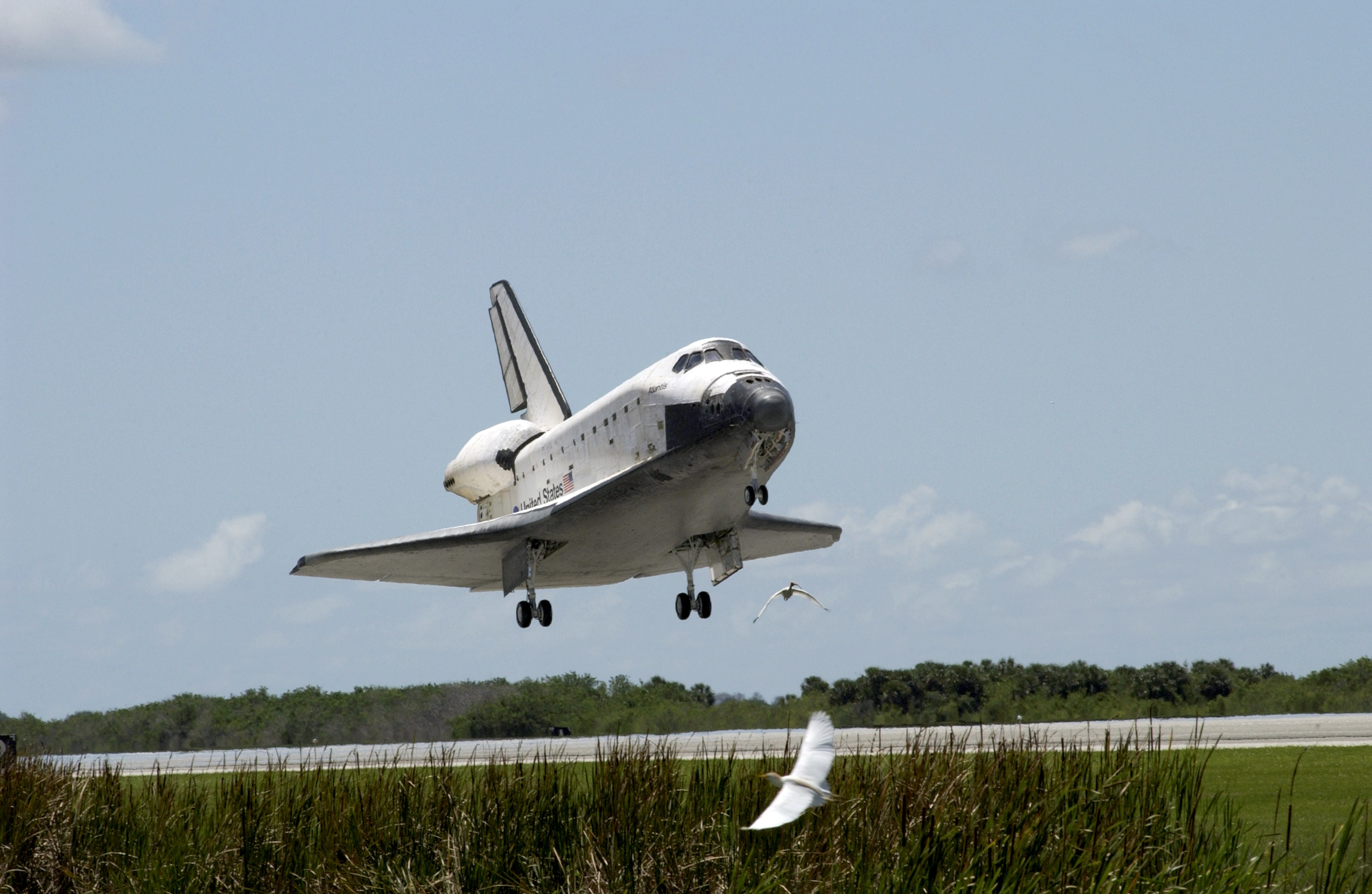
посадка ОС-космоплана первого МТКК Спейс шаттл
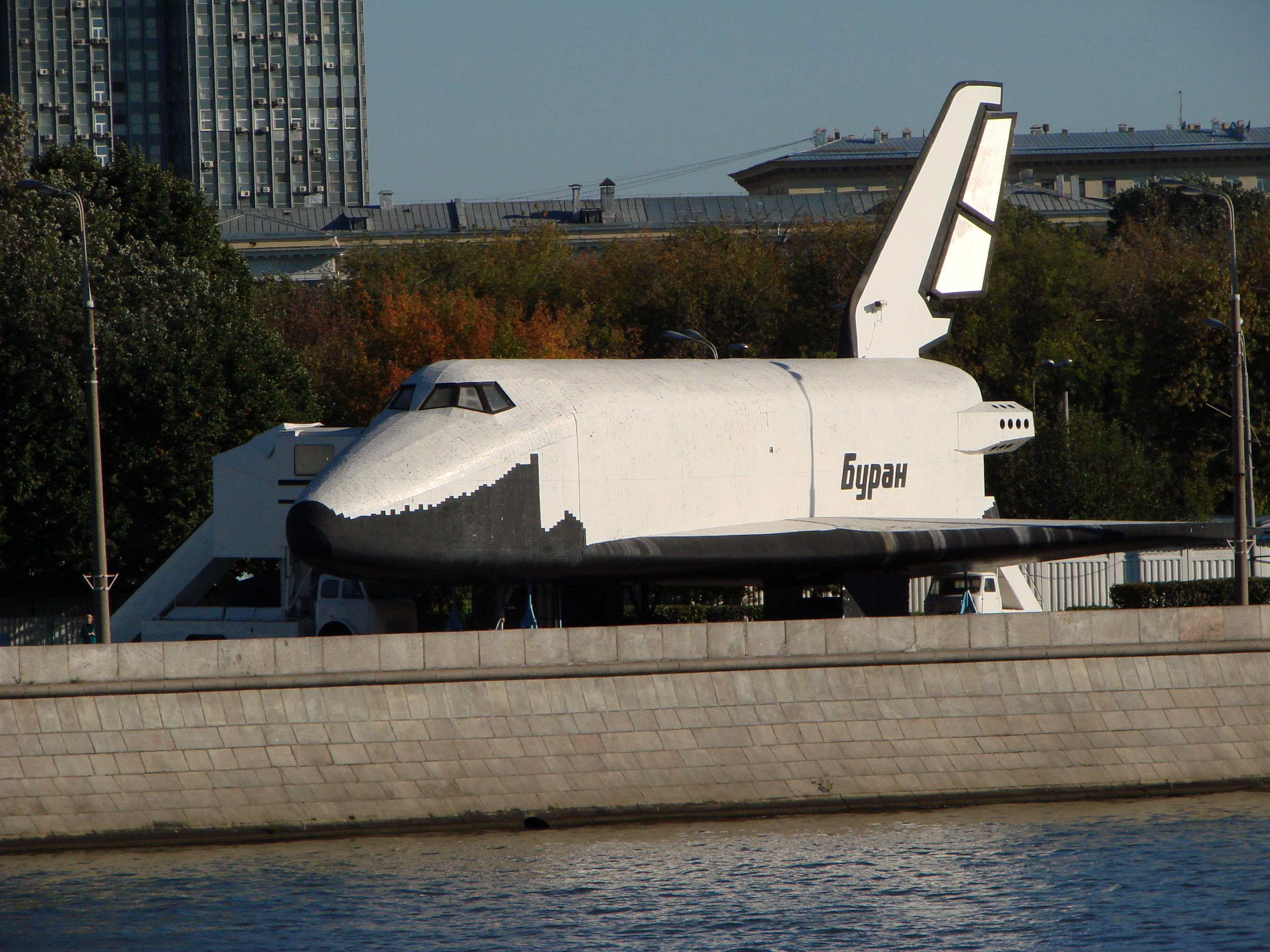
ОС-космоплан второго МТКК Буран на стоянке
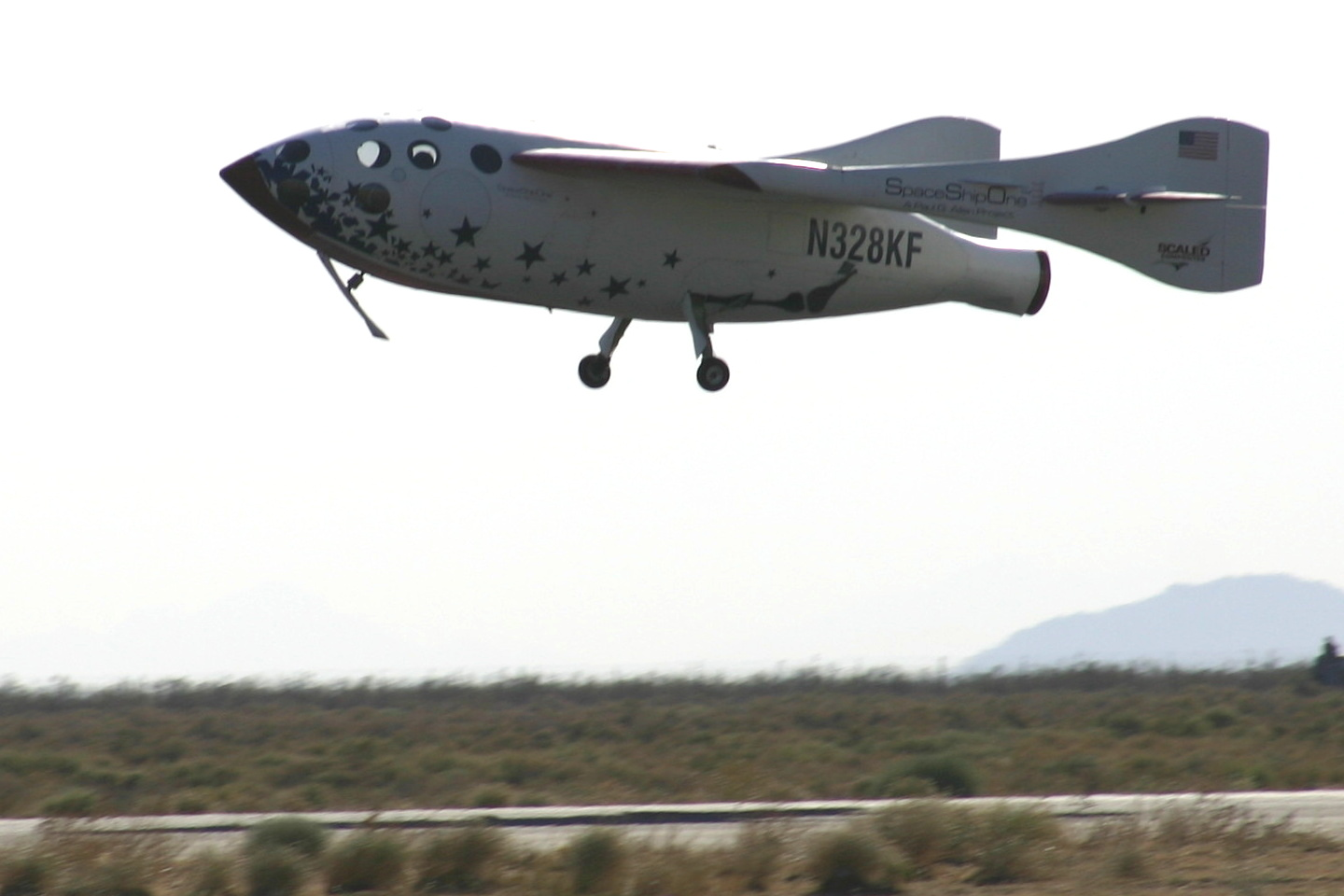
посадка суборбитального ВКС-космоплана SpaceShipOne
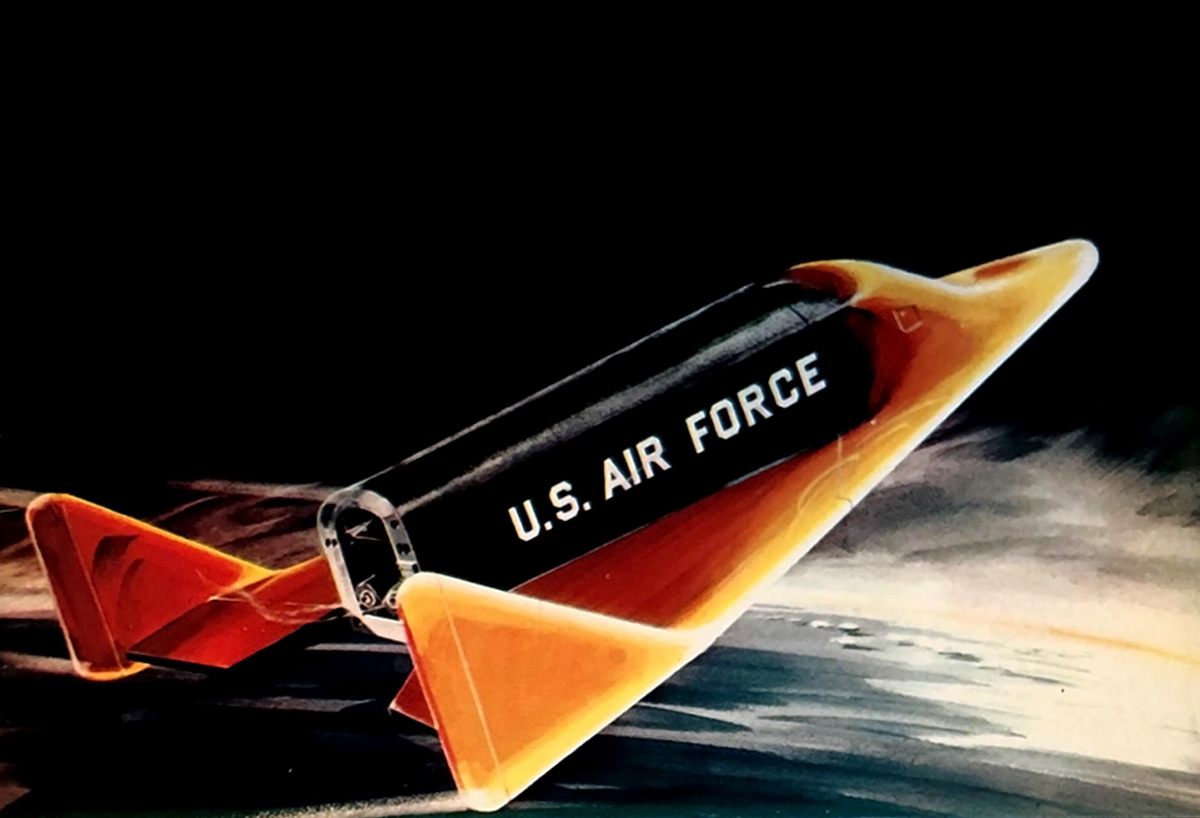
спуск ОС-космоплана X-20 в представлении художника
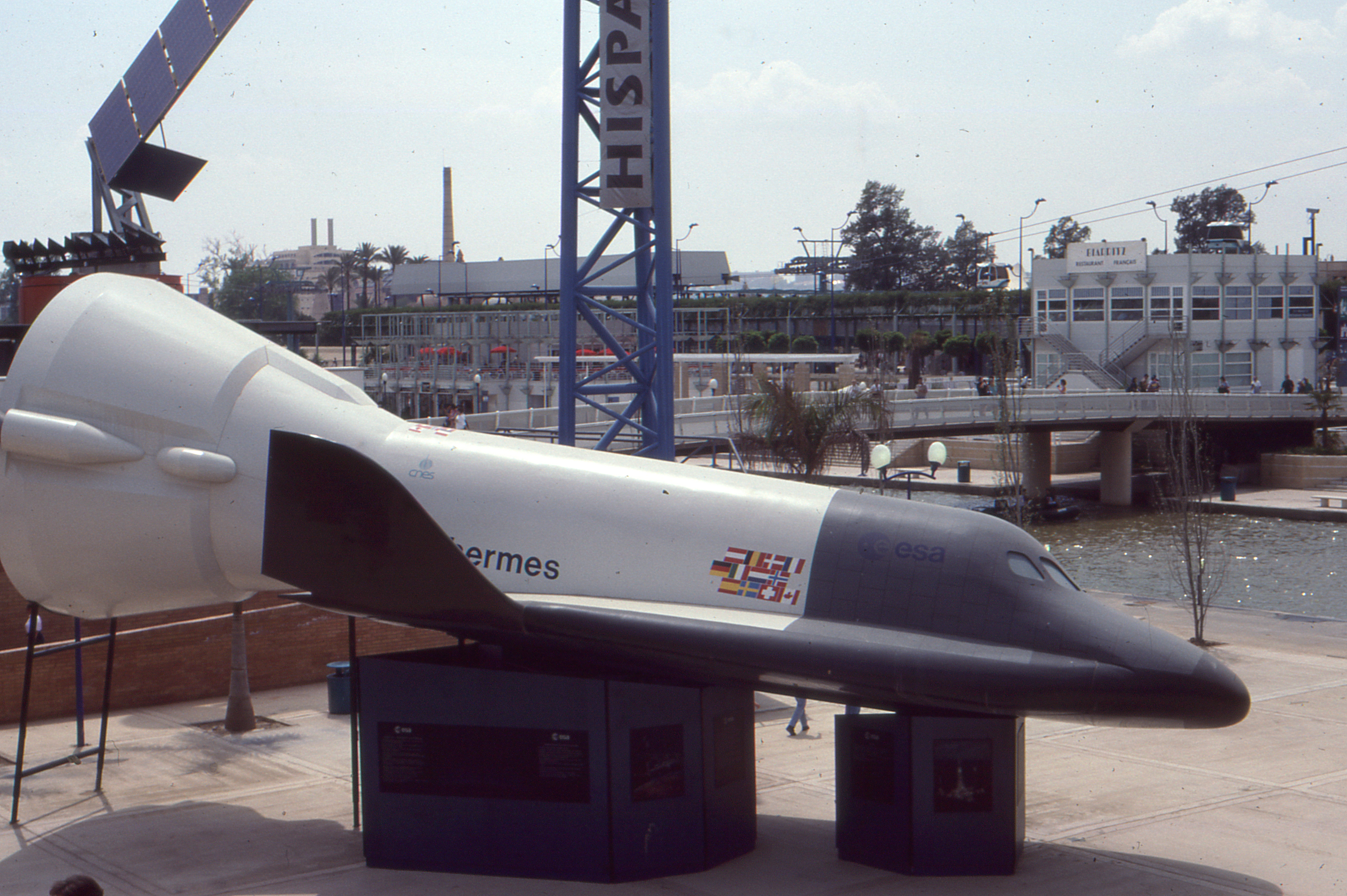
макет 1:1 ОС-космоплана Гермес
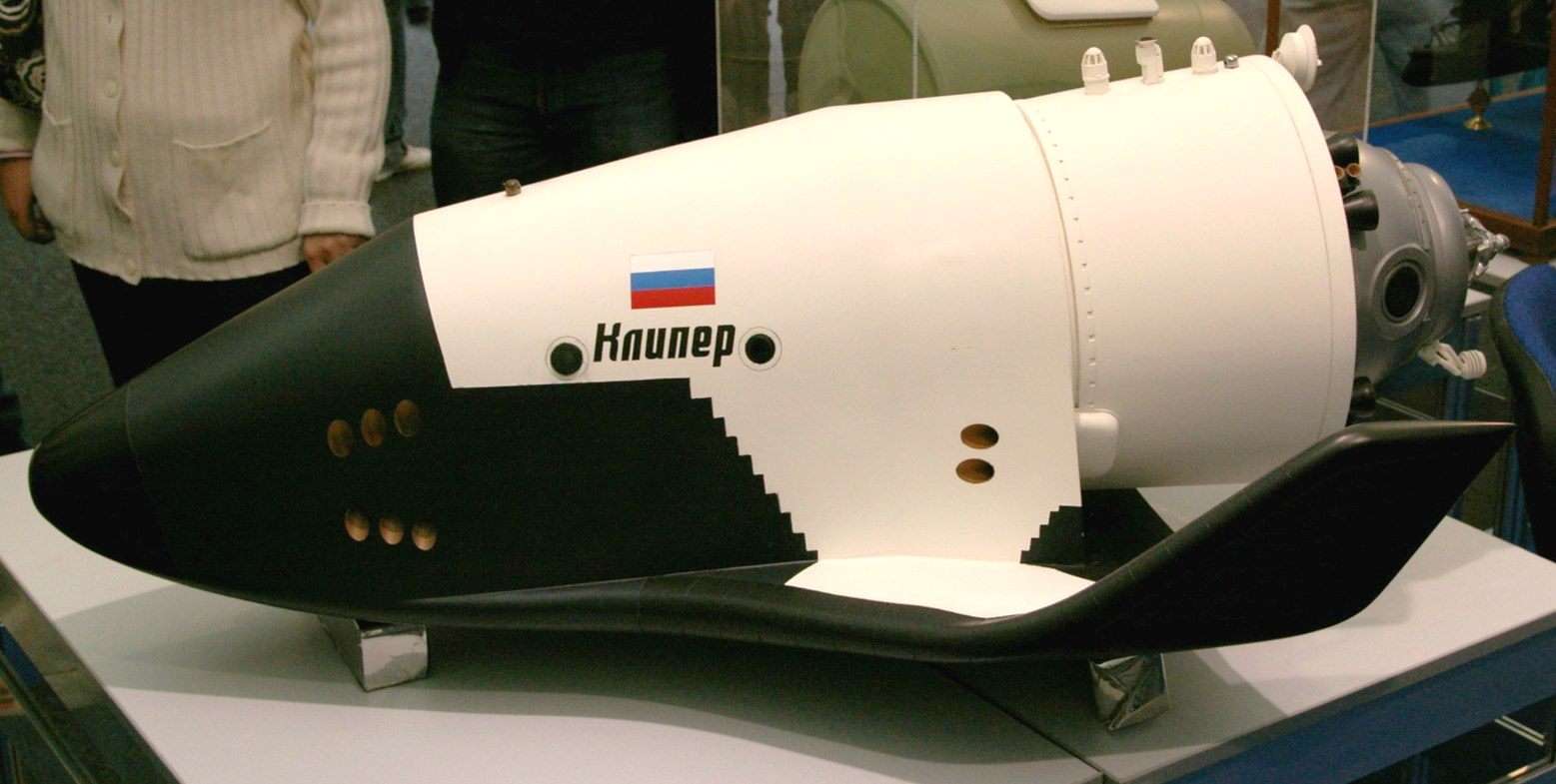
ОС-космоплан Клипер в макете
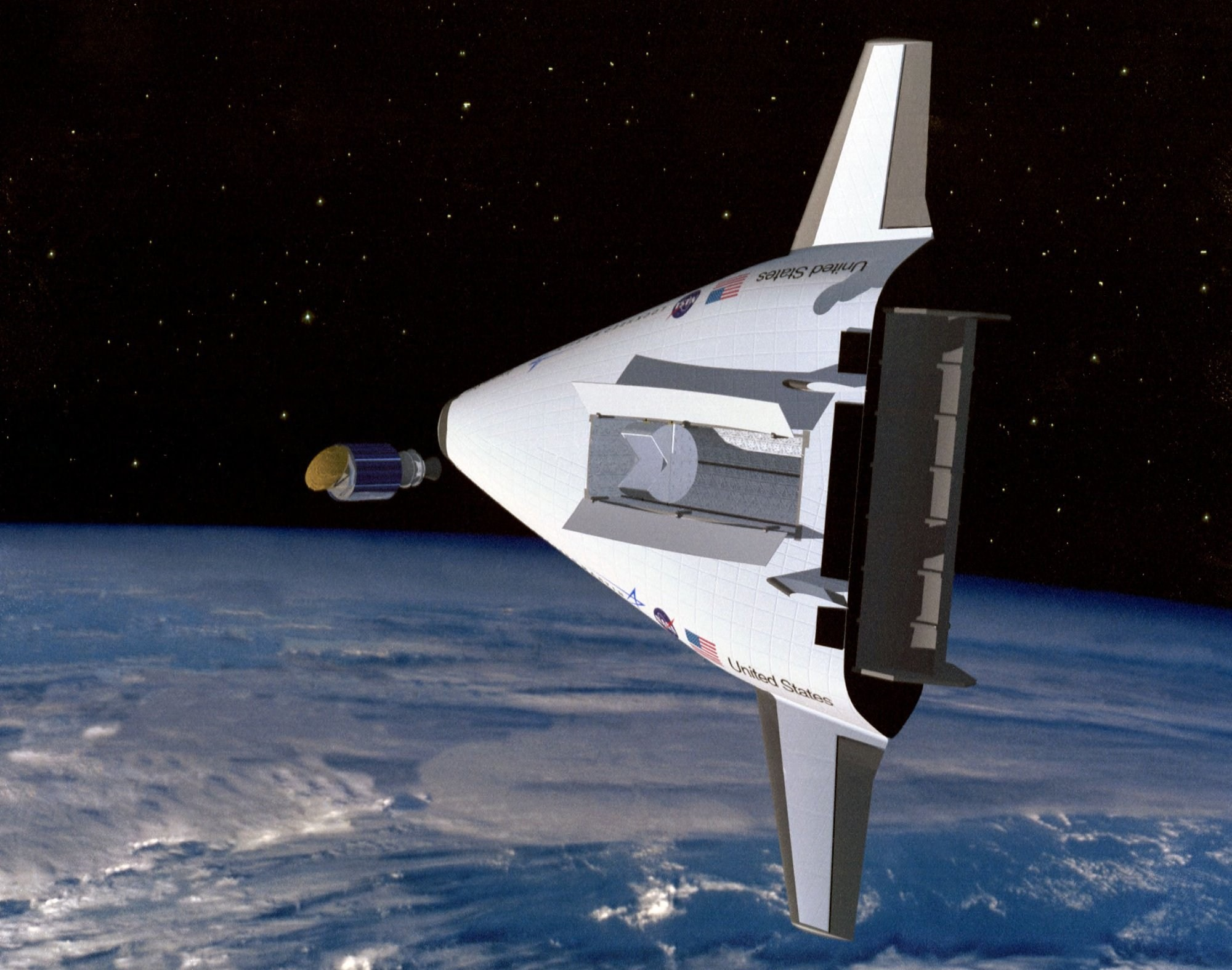
АКС-космолёт VentureStar на орбите в представлении художника
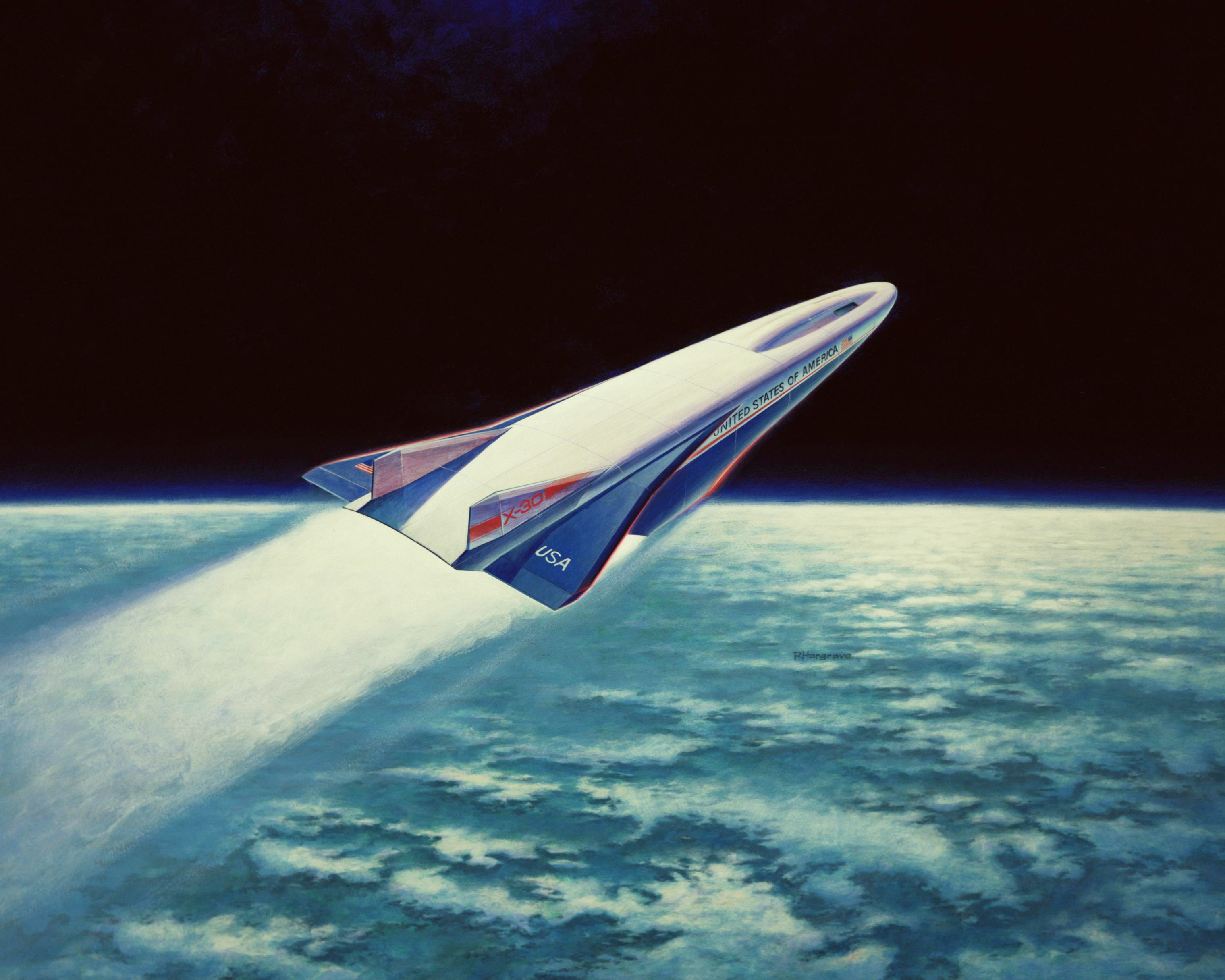
АКС-космолёт Rockwell X-30 на орбите в представлении художника
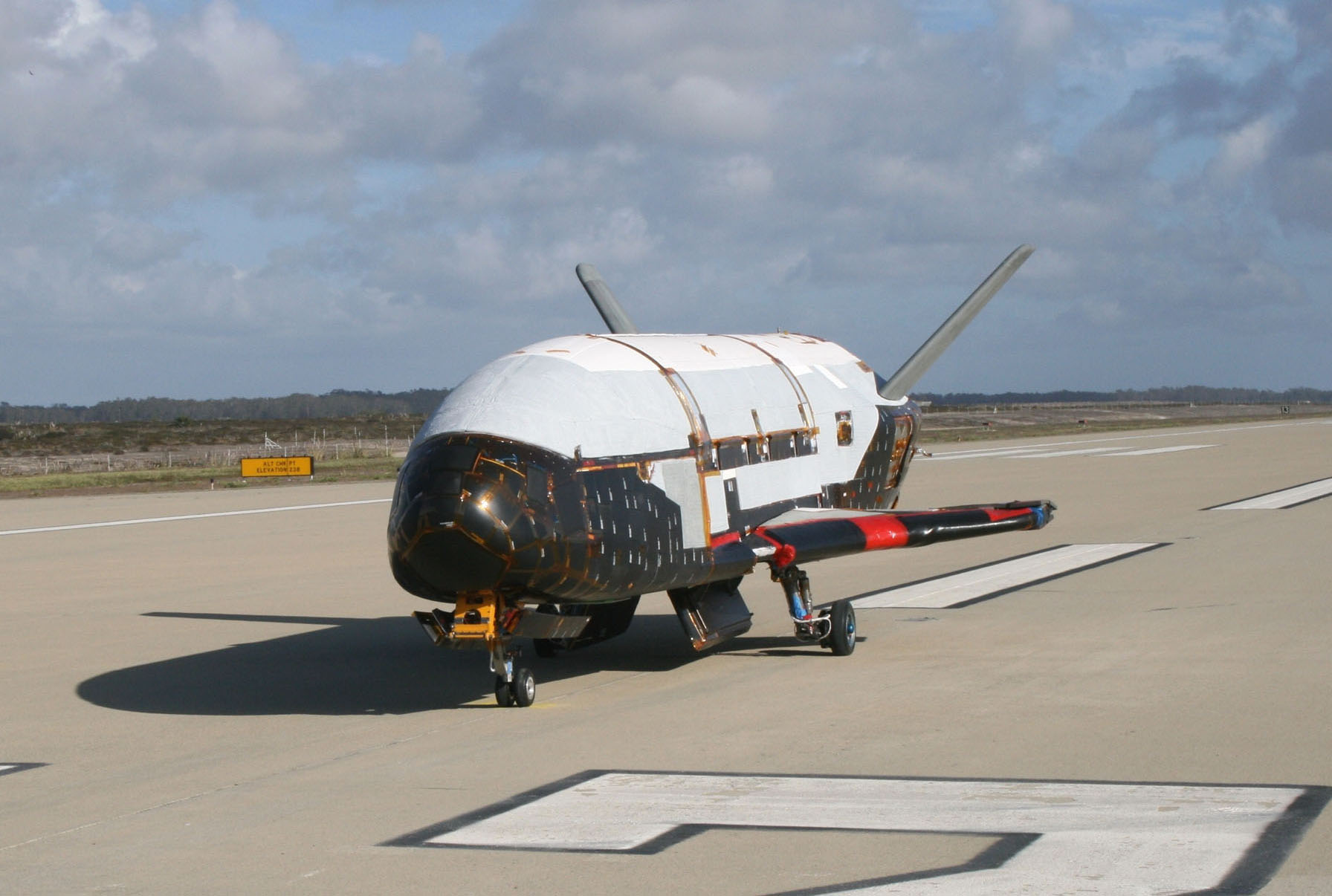
ОС-космоплан X-37 на стоянке
космолёт Skylon
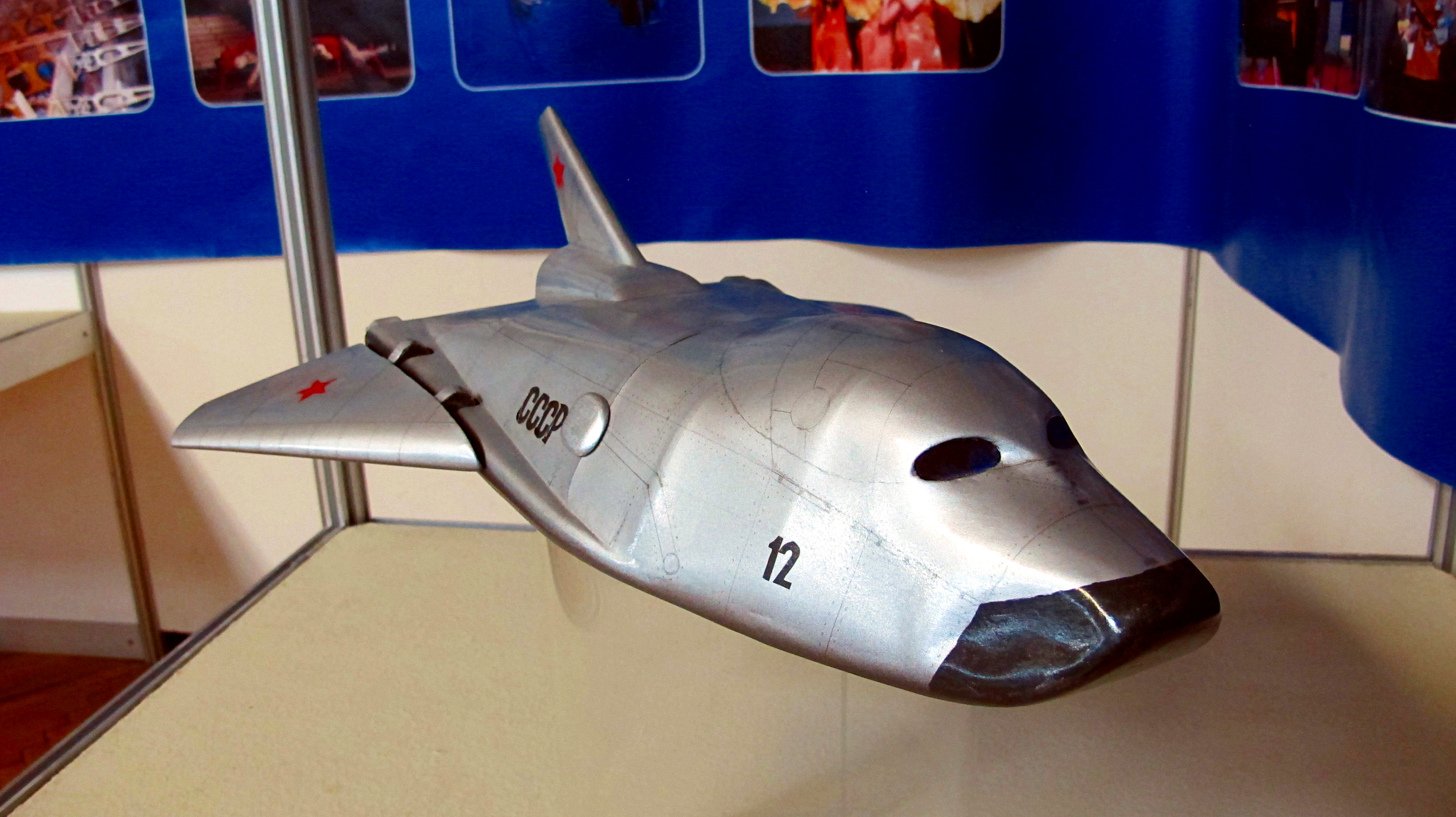